# Gábor Ferenc (költő)
Gábor Ferenc (Nagyszalonta, 1923. május 13. – Nagyszalonta, 2006. szeptember 6.) romániai magyar költő.

## Életpályája
Hat elemi osztály elvégzése után kondás, kifutófiú, szabóinas, kubikos, cukorgyári szezonmunkás; mint baka vesz részt a második világháborúban. Az amerikai fogságból szabadulva 1946-ban tér haza, majd mezőgazdasági kollektivista, postai kézbesítő, a helyi cserealkatrészgyár munkása. Első írása a nagyváradi Fáklyában jelent meg (1956), a Falvak Dolgozó Népe, Munkásélet, Igaz Szó, Utunk közli verseit, társadalomrajzi riportjait. Veress Dániel szerint „az egykor rokon mélységekből feltört kolomphangúak: Sinka és Erdélyi” serkentették írásra. Verssel szerepel a Magasra száll az ember dallama című antológiában (1968), visszaemlékezése franciaországi hadifogságára Fehér csillagok alatt címmel jelent meg a Korunkban (1968/9).

## Művei,
- Nyári nap. Versek; bev. Dánielisz Endre; Ifjúsági, Bp., 1966
- Segíts meg, emberségem! Gábor Ferenc, Máté Imre, Számadó Ernő versei; Kriterion, Bukarest, 1984
- Vád és könyörgés. Válogatott versek; Polivitas, Túrkeve, 1992
- Út és élet. Versek; Pallas-Akadémia, Csíkszereda, 1997
- Útravaló; Pallas-Akadémia, Csíkszereda, 1998
- Megtisztult élet (Nagyszalonta, 2000)
- Újabb ezer év nagy idő; s.n., Nagyszalonta, 2002